# Núcleo de nucleação de actina
Um núcleo de nucleação de actina é um trímero de proteína com três monômeros de actina. É chamado de núcleo de nucleação porque leva à reação de alongamento energeticamente favorável quando um tetrâmero é formado a partir de um trímero. Os dímeros e trímeros da proteína actina são energeticamente desfavoráveis. Os nucleadores de actina, como o complexo Arp2/3 de proteínas da família das forminas, estão frequentemente envolvidos nesse processo. Fatores de nucleação de actina iniciam a polimerização da actina dentro das células.
Muitas proteínas distintas que podem mediar a nucleação de novo de filamentos interagem diretamente com a actina e a promovem. Isso dá às formações de membranas protrusivas seu ímpeto inicial. Essas entidades podem assumir a forma de pseudópodes, invadopódios ou bolhas de membrana não apoptóticas.

## Mecanismo
A cinética desfavorável da produção de oligômeros de actina impede a polimerização espontânea da actina. Uma vez criado um núcleo de actina, a ligação dos monómeros acontece rapidamente, com a extremidade positiva a desenvolver-se consideravelmente mais rapidamente do que a extremidade negativa. A atividade ATPase da actina aumenta acentuadamente após a inserção no filamento. O filamento torna-se menos estável como resultado da hidrólise espontânea do ATP e da dissociação do fosfato, tornando-o mais vulnerável aos efeitos da separação de proteínas, como as da família do fator de despolimerização da actina (ADF)/cofilina. A barreira cinética que proíbe a polimerização espontânea da actina fornece à célula uma ferramenta versátil para controlar temporal e espacialmente a montagem de filamentos de actina de novo.
Proteínas de ligação a monômeros limitam a disponibilidade de subunidades para produção de filamentos, enquanto proteínas de separação, como aquelas nas famílias destrina e cofilia, regulam a desconstrução dos filamentos. A célula possui uma ferramenta flexível para regular temporal e espacialmente a criação de filamentos de actina de novo graças à barreira cinética que impede a polimerização espontânea da actina. A nucleação direta de actina em resposta a estímulos externos permite que os nucleadores de actina iniciem novos filamentos de actina de forma rápida e bem-sucedida. Essas proteínas servem como alvos de inúmeras cascatas de sinalização intracelular. Mais significativamente, os membros da família Rho-GTPase, incluindo CDC42, são essenciais para controlar a renovação da actina e coordenar o controle das atividades de nucleação da actina.

## Aplicação adicional
Para imitar o comportamento de DCs LPS maduras (tratamento com LPS) (células dendricas) em termos de migração e macropinocitose, é suficiente bloquear ou eliminar Arp2/3 em iDCs, sugerindo que a expressão ou atividade de Arp2/3 é regulada negativamente como resultado da maturação de DC induzida por LPS. Os níveis de expressão de Arp2/3 não foram afetados pelo tratamento com LPS das DCs, no entanto, é provável que as DCs maduras tenham exibido atividade de nucleação de actina reduzida.
LPS-DCs e iDCs (células dendríticas imaturas) requerem nucleação de actina dependente de mDia1 para locomoção, enquanto iDCs ligam a ingestão de antígeno à motilidade celular usando nucleação de actina dependente de Arp2/3. Em resposta à detecção de LPS, Arp2/3 reduz significativamente a nucleação de actina na frente, o que permite que DCs maduros adotem um modo migratório rápido e direcional.